# Slamet Hermoko
Slamet Hermoko (sinh ngày 1 tháng 9 năm 1989) là một cầu thủ bóng đá người Indonesia thi đấu cho Madiun Putra F.C. ở Liga 2 ở vị trí hậu vệ 